# Мистер Мерседес
«Ми́стер Мерсе́дес» (англ. Mr. Mercedes) — детективный роман американского писателя Стивена Кинга, опубликованный 3 июня 2014 года издательством Scribner. Это 62-й роман Кинга и его первый опыт в жанре «крутого детектива».
Книга рассказывает историю отставного полицейского, который после выхода на пенсию пытается докопаться до истины в нераскрытом преступлении, которое совершил водитель «Мерседеса». В самый разгар следствия преступник втягивает бывшего полицейского в опасную игру, которая приводит к непредсказуемым последствиям для всех участников происшествия.
Роман был отмечен премией «Эдгар» за лучший роман года. Успех книги у читателей и критиков сподвиг Кинга написать ещё два романа про детектива-пенсионера Ходжеса — «Кто нашёл, берёт себе» (2015) и «Пост сдал» (2016).

## Сюжет
Действие происходит в неназванном небольшом американском городе на Среднем Западе и начинается в ночь с 9 на 10 апреля 2009 года. Сотни безработных стоят с вечера в очереди на «ярмарку вакансий». Около 6 утра из утреннего тумана внезапно появляется автомобиль марки Мерседес (самый мощный — двенадцатицилиндровый Mercedes-Benz S600) и въезжает прямо в толпу. В итоге — восемь убитых и пятнадцать раненых, Мерседес исчезает (впоследствии его находят брошенным; следов взлома нет), в полиции убийцу назвали «Мистер Мерседес», но напасть на его след не могут (преступник хитёр — никаких улик). Спустя около полугода хозяйка угнанного «Мерседеса», Оливия Трелони, подвергавшаяся травле горожан за возможную связь с преступником, оканчивает жизнь самоубийством (как впоследствии оказалось — получив письмо от «Мистера Мерседеса»).
Детектив Кермит Уильям Ходжес, ведший то дело и передавший его преемнику, 12 ноября 2009 года уходит на пенсию и впадает в депрессию, подумывая о самоубийстве. Однако в мае 2010 года ему приходит письмо от «Мистера Мерседеса» (возможно отсылка на серийных убийц: Джека-потрошителя и Зодиака, приславших письма полицейским). В нем убийца насмехается над отставным детективом. Отправитель намекает, что знает о мыслях Ходжеса об уходе из жизни, и подталкивает бывшего полицейского покончить с собой. Эффект получается прямо противоположный: задетый за живое Ходжес начинает собственное расследование, и вскоре у него появляются помощники — Джером Робинсон и Джанель «Джейни» Паттерсон, сестра Оливии Трелони, а позже Холли Гибни, кузина Оливии и Джанель.
Повествование ведется попеременно с точек зрения детектива Ходжеса и Брейди Хартсфилда («Мистер Мерседес») — парня-психопата возрастом 28 лет, живущего с матерью-алкоголичкой, работающего на двух работах (в компьютерном магазине и развозчиком мороженого), компьютерного «гения», конструирующего различные электронные механизмы и взрывные устройства. Работа развозчика мороженого позволяет Брейди в рабочий день устанавливать слежку за детективом Ходжесом и его соседями. В юном возрасте Брейди вместе с матерью становится виновником гибели своего младшего брата Фрэнки.
«Мистер Мерседес» в течение рассказа совершает два покушения на детектива Ходжеса. В первом антагонист хочет отравить домашнего питомца семьи Джерома — пса Одилла, предполагая, что таким образом помешает расследованию и подтолкнёт детектива Ходжеса к самоубийству. Для этого Брейди закупает яд для сусликов, содержащий стрихнин, и мясной фарш, дабы скормить его Одиллу. Но вместо собаки, случайно съев отравленный фарш, погибает мать Брейди, и его план проваливается.
Второе покушение имеет прямое отношение к Ходжесу. Брейди задумывает подорвать автомобиль детектива Ходжеса вместе с владельцем, заложив туда бомбу. Для того, чтобы открыть двери «Тойоты» Ходжеса, он использует «Изделие два», с помощью которого он год назад открыл двери «Мерседеса». План Брейди и в этот раз проваливается, так как вместо детектива в «Тойоту» села Джанель Паттерсон, а сам Билл поехал в другой машине и остался в живых.
Впоследствии протагонисты узнают о том, что «Мистер Мерседес» планирует устроить террористический акт на концерте, где будут находиться более четырёх тысяч человек. Во время концерта у Ходжеса случается сердечный приступ, но Холли и Джером успевают найти и обезвредить маньяка. Холли наносит «Мистеру Мерседесу» черепно-мозговую травму, от которой тот впадает в кому. Спустя некоторое время Ходжес оправляется от приступа, ему устанавливают кардиостимулятор, а Джерома и Холли награждают медалями. Спустя семнадцать месяцев нахождения в больнице «Мистер Мерседес» выходит из комы и просит позвать к нему мать.

## Основные персонажи
- Кермит Уильям «Билл» Ходжес — главный протагонист книги, бывший детектив, расследовавший дело о «Мерседесе». Снова принимается за расследование уже на пенсии, получив письмо от «Мистера Мерседеса». Возраст — 62 года.
- Брейди «Мистер Мерседес» Хартсфилд — главный антагонист, психопат с тяжёлым детством, который потерял всех своих родных. Возраст — 28 лет. Жаждет того, чтобы «вписать своё имя в историю», прославиться, прежде чем покинуть мир. По ночам нередко страдает от мигрени, которую могут снять только любовные ласки его матери.
- Джером Робинсон — 17-летний афроамериканец из обеспеченной семьи, которая соседствует с Ходжесом. Умный, хочет поступить в Гарвард. В начале книги выполняет лишь небольшие поручения для Билла Ходжеса (скосить траву, помочь с компьютером), но впоследствии занимает важную роль в расследовании.
- Джанель «Джейни» Паттерсон — сестра Оливии Трелони, совершившей самоубийство. Возраст — 44 года. Помогает Биллу в расследовании, вскоре влюбляется в него. Погибает от взрыва в автомобиле Ходжеса.
- Холли Гибни — 45-летняя кузина Джанель Паттерсон. После гибели сестры становится партнёром детектива Ходжеса по расследованию.
- Питер «Пит» Хантли — бывший партнёр Уильяма Ходжеса по расследованию.
- Дебора Энн Хартсфилд — мать Брейди Хартсфилда. Имеет пристрастие к алкоголю. Съедает отравленный стрихнином фарш, следствием чего становится смерть от удушья.
- Оливия Трелони — богатая женщина, владелец серого «Mercedes-Benz S600», на котором было совершено преступление. Родилась 3 февраля 1957 года. Отказывается сотрудничать с полицейскими во время расследования, очень неохотно давая показания. Под давлением «Мистера Мерседеса» и граждан осенью 2009 года совершает самоубийство.

## Связи с другими произведениями Кинга
В романе упоминаются произведения «Кристина» и «Оно», причём не сами романы, а их экранизации:
Когда прибыли Ходжес и Хантли, во дворе уже стояло пять патрульных автомобилей, два — нос к носу у заднего бампера серого седана, словно ожидая, что он сам по себе заведется и попытается уехать, как тот «плимут» в старом фильме ужасов.
— Просто мурашки бегут по коже. Видел когда-нибудь этот фильм о клоуне в канализации?

Ходжес покачал головой. Позже — за несколько недель до выхода на пенсию — он купил DVD с фильмом, и Пит оказался прав. Маска очень напоминала лицо Пеннивайза, клоуна из фильма.
Также упоминается Деннис Рейдер, чья история положена в основу повести Стивена Кинга «Счастливый брак».

## Экранизация
9 августа 2017 года на американском телеканале Audience состоялась премьера телесериала, созданного командой во главе с Дэвидом Келли по мотивам романа «Мистер Мерседес». В роли Ходжеса занят Брендан Глисон, в роли Хартсфилда — Гарри Тредэвей.